# آیرونشایر (مریلند)
آیرونشایر (به انگلیسی: Ironshire) یک منطقهٔ مسکونی در ایالات متحده آمریکا است که در مریلند واقع شده‌است. آیرونشایر ۱۰٫۰۶ متر بالاتر از سطح دریا قرار دارد.